# 13. etape af Giro d'Italia 2024
13. etape af Giro d'Italia 2024 var en 179 km lang flad etape med en samlet stigning på 150 m. Den blev kørt den 17. maj 2024 med start i Riccione og mål i Cento.

## Resultater

### Etaperesultat
| \| Etaperesultat \| Etaperesultat \| Etaperesultat \| Etaperesultat \| Etaperesultat \| \| Rytter \| Rytter \| Hold \| Tid \| \| \| ------------- \| --------------------- \| -------------------------- \| ------------- \| ------------- \| \| 1. \| Jonathan Milan \| Lidl-Trek \| 4t 02' 03" \| \| \| 2. \| Stanisław Aniołkowski \| Cofidis \| + 0" \| \| \| 3. \| Phil Bauhaus \| Bahrain Victorious \| + 0" \| \| \| 4. \| Tim van Dijke \| Team Visma \\| Lease a Bike \| + 0" \| \| \| 5. \| Hugo Hofstetter \| Israel-Premier Tech \| + 0" \| \| \| 6. \| Fernando Gaviria \| Movistar Team \| + 0" \| \| \| 7. \| Sebastián Molano \| UAE Team Emirates \| + 0" \| \| \| 8. \| Laurence Pithie \| Groupama-FDJ \| + 0" \| \| \| 9. \| Giovanni Lonardi \| Team Polti Kometa \| + 0" \| \| \| 10. \| Alberto Dainese \| Tudor Pro Cycling Team \| + 0" \| \| |                       |                            |            |
| |                       |                            |            |
| Kilder: ProCyclingStats Cycling Quotient |                       |                            |            |
| Etaperesultat |                       |                            |            |
| Rytter | Rytter                | Hold                       | Tid        |
| 1. | Jonathan Milan        | Lidl-Trek                  | 4t 02' 03" |
| 2. | Stanisław Aniołkowski | Cofidis                    | + 0"       |
| 3. | Phil Bauhaus          | Bahrain Victorious         | + 0"       |
| 4. | Tim van Dijke         | Team Visma \| Lease a Bike | + 0"       |
| 5. | Hugo Hofstetter       | Israel-Premier Tech        | + 0"       |
| 6. | Fernando Gaviria      | Movistar Team              | + 0"       |
| 7. | Sebastián Molano      | UAE Team Emirates          | + 0"       |
| 8. | Laurence Pithie       | Groupama-FDJ               | + 0"       |
| 9. | Giovanni Lonardi      | Team Polti Kometa          | + 0"       |
| 10. | Alberto Dainese       | Tudor Pro Cycling Team     | + 0"       |

### Klassement efter etapen
| \| Samlede stilling \| Samlede stilling \| Samlede stilling \| Samlede stilling \| Samlede stilling \| \| Rytter \| Rytter \| Hold \| Tid \| \| \| ---------------- \| ----------------- \| -------------------------- \| ---------------- \| ---------------- \| \| 1. \| Tadej Pogačar \| UAE Team Emirates \| 49t 24' 38" \| \| \| 2. \| Daniel Martínez \| Bora-Hansgrohe \| + 2' 40" \| \| \| 3. \| Geraint Thomas \| Ineos Grenadiers \| + 2' 56" \| \| \| 4. \| Ben O'Connor \| Decathlon-AG2R La Mondiale \| + 3' 39" \| \| \| 5. \| Antonio Tiberi \| Bahrain Victorious \| + 4' 27" \| \| \| 6. \| Romain Bardet \| Team dsm-firmenich PostNL \| + 4' 57" \| \| \| 7. \| Lorenzo Fortunato \| Astana Qazaqstan Team \| + 5' 19" \| \| \| 8. \| Filippo Zana \| Team Jayco AlUla \| + 5' 23" \| \| \| 9. \| Einer Rubio \| Movistar Team \| + 5' 28" \| \| \| 10. \| Thymen Arensman \| Ineos Grenadiers \| + 5' 52" \| \| |                   |                            |             |
| |                   |                            |             |
| Kilder: ProCyclingStats Cycling Quotient |                   |                            |             |
| Samlede stilling |                   |                            |             |
| Rytter | Rytter            | Hold                       | Tid         |
| 1. | Tadej Pogačar     | UAE Team Emirates          | 49t 24' 38" |
| 2. | Daniel Martínez   | Bora-Hansgrohe             | + 2' 40"    |
| 3. | Geraint Thomas    | Ineos Grenadiers           | + 2' 56"    |
| 4. | Ben O'Connor      | Decathlon-AG2R La Mondiale | + 3' 39"    |
| 5. | Antonio Tiberi    | Bahrain Victorious         | + 4' 27"    |
| 6. | Romain Bardet     | Team dsm-firmenich PostNL  | + 4' 57"    |
| 7. | Lorenzo Fortunato | Astana Qazaqstan Team      | + 5' 19"    |
| 8. | Filippo Zana      | Team Jayco AlUla           | + 5' 23"    |
| 9. | Einer Rubio       | Movistar Team              | + 5' 28"    |
| 10. | Thymen Arensman   | Ineos Grenadiers           | + 5' 52"    |

#### Pointkonkurrencen
| Pointkonkurrence | Pointkonkurrence   | Pointkonkurrence              | Pointkonkurrence | Pointkonkurrence |
| Rytter           | Rytter             | Hold                          | Point            |                  |
| ---------------- | ------------------ | ----------------------------- | ---------------- | ---------------- |
| 1.               | Jonathan Milan     | Lidl-Trek                     | 284 point        |                  |
| 2.               | Kaden Groves       | Alpecin-Deceuninck            | 174 point        |                  |
| 3.               | Tim Merlier        | Soudal Quick-Step             | 93 point         |                  |
| 4.               | Filippo Fiorelli   | VF Group-Bardiani CSF-Faizanè | 86 point         |                  |
| 5.               | Andrea Pietrobon   | Team Polti Kometa             | 86 point         |                  |
| 6.               | Julian Alaphilippe | Soudal Quick-Step             | 74 point         |                  |
| 7.               | Phil Bauhaus       | Bahrain Victorious            | 70 point         |                  |
| 8.               | Jhonatan Narváez   | Ineos Grenadiers              | 63 point         |                  |
| 9.               | Tadej Pogačar      | UAE Team Emirates             | 57 point         |                  |
| 10.              | Benjamin Thomas    | Cofidis                       | 57 point         |                  |

#### Bjergkonkurrencen
| Bjergkonkurrence | Bjergkonkurrence       | Bjergkonkurrence              | Bjergkonkurrence | Bjergkonkurrence |
| Rytter           | Rytter                 | Hold                          | Point            |                  |
| ---------------- | ---------------------- | ----------------------------- | ---------------- | ---------------- |
| 1.               | Tadej Pogačar          | UAE Team Emirates             | 104 point        |                  |
| 2.               | Simon Geschke          | Cofidis                       | 59 point         |                  |
| 3.               | Valentin Paret-Peintre | Decathlon-AG2R La Mondiale    | 55 point         |                  |
| 4.               | Daniel Martínez        | Bora-Hansgrohe                | 52 point         |                  |
| 5.               | Lilian Calmejane       | Intermarché-Wanty             | 32 point         |                  |
| 6.               | Romain Bardet          | Team dsm-firmenich PostNL     | 32 point         |                  |
| 7.               | Geraint Thomas         | Ineos Grenadiers              | 22 point         |                  |
| 8.               | Andrea Piccolo         | EF Education-EasyPost         | 18 point         |                  |
| 9.               | Filippo Fiorelli       | VF Group-Bardiani CSF-Faizanè | 18 point         |                  |
| 10.              | Ben O'Connor           | Decathlon-AG2R La Mondiale    | 17 point         |                  |

#### Ungdomskonkurrencen
| Ungdomskonkurrence | Ungdomskonkurrence     | Ungdomskonkurrence         | Ungdomskonkurrence | Ungdomskonkurrence |
| Rytter             | Rytter                 | Hold                       | Tid                |                    |
| ------------------ | ---------------------- | -------------------------- | ------------------ | ------------------ |
| 1.                 | Antonio Tiberi         | Bahrain Victorious         | 49t 29' 05"        |                    |
| 2.                 | Filippo Zana           | Team Jayco AlUla           | + 56"              |                    |
| 3.                 | Thymen Arensman        | Ineos Grenadiers           | + 1' 25"           |                    |
| 4.                 | Alex Baudin            | Decathlon-AG2R La Mondiale | + 2' 11"           |                    |
| 5.                 | Davide Piganzoli       | Team Polti Kometa          | + 7' 03"           |                    |
| 6.                 | Giovanni Aleotti       | Bora-Hansgrohe             | + 9' 48"           |                    |
| 7.                 | Valentin Paret-Peintre | Decathlon-AG2R La Mondiale | + 22' 35"          |                    |
| 8.                 | Mauri Vansevenant      | Soudal Quick-Step          | + 33' 42"          |                    |
| 9.                 | Edoardo Zambanini      | Bahrain Victorious         | + 37' 29"          |                    |
| 10.                | Kevin Vermaerke        | Team dsm-firmenich PostNL  | + 38' 41"          |                    |

#### Holdkonkurrencen
| Holdkonkurrence | Holdkonkurrence               | Holdkonkurrence | Holdkonkurrence |
| Hold            | Hold                          | Tid             |                 |
| --------------- | ----------------------------- | --------------- | --------------- |
| 1.              | Decathlon-AG2R La Mondiale    | 148t 27' 57"    |                 |
| 2.              | Ineos Grenadiers              | + 2' 13"        |                 |
| 3.              | Bora-Hansgrohe                | + 20' 31"       |                 |
| 4.              | Astana Qazaqstan Team         | + 25' 22"       |                 |
| 5.              | UAE Team Emirates             | + 27' 10"       |                 |
| 6.              | VF Group-Bardiani CSF-Faizané | + 40' 21"       |                 |
| 7.              | EF Education-EasyPost         | + 47' 16"       |                 |
| 8.              | Movistar Team                 | + 48' 02"       |                 |
| 9.              | Bahrain Victorious            | + 48' 29"       |                 |
| 10.             | Team dsm-firmenich PostNL     | + 50' 27"       |                 |